# Clovis (Kalifornie)
Clovis je město ve Fresno County, v Kalifornii. Bylo založeno v roce 1890 u železnice San Joaquin Valley Railroad. Železnice koupila pozemek od dvou farmářů a železniční stanici pojmenovala po jednom z nich, Clovisovi Coleovi. Později bylo vybudováno město se stejným názvem. Město je známé rodeem a historickou čtvrtí Old Town Clovis.
V roce 2020 ve městě žilo přibližně 120 tisíc obyvatel. Město se nachází v nadmořské výšce 110 metrů nad mořem, 10,5 kilometru severovýchodně od města Fresno.